# Saltos ornamentais no Campeonato Europeu de Esportes Aquáticos de 2022 - Plataforma 10 m individual feminino
A prova da plataforma 10 m individual feminino dos saltos ornamentais no Campeonato Europeu de Esportes Aquáticos de 2022 ocorreu no dia 17 de agosto no Foro Italico, em Roma na Itália. 

## Calendário
| Fase       | Data         | Hora  |
| ---------- | ------------ | ----- |
| Preliminar | 17 de agosto | 12:00 |
| Final      | 17 de agosto | 14:57 |

Todos os horários estão no horário local (UTC+1)

## Medalhistas
| Ouro                            | Prata               | Bronze                 |
| Andrea Spendolini-Sirieix (GBR) | Sofiia Lyskun (UKR) | Christina Wassen (GER) |

## Resultados
Esses foram os resultados da competição.
| Pos.              | Saltador                  | Nacionalidade | Preliminar | Preliminar | Final         | Final         |
| Pos.              | Saltador                  | Nacionalidade | Pontos     | Pos.       | Pontos        | Pos.          |
| ----------------- | ------------------------- | ------------- | ---------- | ---------- | ------------- | ------------- |
| Medalha de ouro   | Andrea Spendolini-Sirieix | Reino Unido   | 318.70     | 1          | 333.60        | 1             |
| Medalha de prata  | Sofiia Lyskun             | Ucrânia       | 309.40     | 2          | 329.80        | 2             |
| Medalha de bronze | Christina Wassen          | Alemanha      | 253.75     | 10         | 314.10        | 3             |
| 4                 | Pauline Pfeif             | Alemanha      | 266.55     | 8          | 304.40        | 4             |
| 5                 | Sarah Jodoin di Maria     | Itália        | 296.25     | 3          | 301.40        | 5             |
| 6                 | Lois Toulson              | Reino Unido   | 293.00     | 4          | 295.70        | 6             |
| 7                 | Tanya Watson              | Irlanda       | 269.90     | 7          | 286.55        | 7             |
| 8                 | Else Praasterink          | Países Baixos | 272.60     | 6          | 282.60        | 8             |
| 9                 | Ciara McGing              | Irlanda       | 277.95     | 5          | 279.30        | 9             |
| 10                | Maia Biginelli            | Itália        | 250.80     | 11         | 260.80        | 10            |
| 11                | Valeria Antolino          | Espanha       | 254.65     | 9          | 260.60        | 11            |
| 12                | Nicoleta Muscalu          | Roménia       | 235.20     | 12         | 232.20        | 12            |
| 13                | Helle Tuxen               | Noruega       | 234.10     | 13         | Não avançaram | Não avançaram |
| 14                | Jade Gillet               | França        | 226.85     | 14         | Não avançaram | Não avançaram |
| 15                | Elma Lund                 | Noruega       | 193.55     | 15         | Não avançaram | Não avançaram |
| 16                | Alisa Zakaryan            | Armênia       | 147.20     | 16         | Não avançaram | Não avançaram |